# Grabhügelnekropole Niederweis
Koordinaten: 49° 51′ 55″ N, 6° 27′ 22″ O
Die Grabhügelnekropole Niederweis ist ein römisches Grabfeld in der Ortsgemeinde Niederweis im Eifelkreis Bitburg-Prüm in Rheinland-Pfalz.

## Beschreibung
Es handelt sich um ein Brandgräberfeld südwestlich von Niederweis in einem Waldgebiet oberhalb der römischen Villa.
Die Nekropole stammt aus augusteischer Zeit und reichte gesichert bis zum Beginn des 2. Jahrhunderts n. Chr.

## Archäologische Befunde
Erste Funde wurden an dieser Stelle im Jahre 1933 gemacht. Hierbei entdeckte man zehn Brandgrubengräber, die keine Steinumstellungen besaßen und zudem kaum voneinander abgegrenzt waren. Unter den Beigaben fanden sich Fragmente von Keramik, eine Nertomarusfibel sowie eine Münze des Agrippa. Im Jahre 1940 wurde ein weiteres frührömisches Brandgrab gefunden und untersucht. Dieses Grab war mit vier gestempelten Tellern sowie mit reicher Keramik ausgestattet. Unter anderem enthielt es eine Amphore. Im Jahre 1964 wurden erneut Gräber gefunden, diese wurden allerdings bei Straßenbaumaßnahmen zerstört. Ein Grab konnte noch geborgen werden.
Aufgrund der vermehrten Funde geht man heute von einem größeren zusammenhängenden Gräberfeld aus. Die Nekropole wurde vermutlich erstmals in augusteischer Zeit belegt und anschließend bis zum Beginn des 2. Jahrhunderts n. Chr. genutzt.

## Erhaltungszustand und Denkmalschutz
Die bisher bekannten Gräber der Nekropole wurden geborgen und untersucht sowie teilweise durch den Straßenbau zerstört, sodass sie nicht mehr in ihrer ursprünglichen Form vor Ort erhalten sind. Möglicherweise existieren jedoch weitere, bisher unentdeckte Gräber.
Die Grabhügelnekropole ist als eingetragenes Kulturdenkmal im Sinne des Denkmalschutzgesetzes des Landes Rheinland-Pfalz (DSchG) unter besonderen Schutz gestellt. Nachforschungen und gezieltes Sammeln von Funden sind genehmigungspflichtig, Zufallsfunde an die Denkmalbehörden zu melden.